# Tirà pirata
El tirà pirata (Legatus leucophaius) és una espècie d'ocell de la família dels tirànids (Tyrannidae) i única espècie del gènere Legatus.

## Hàbitat i distribució
Habita boscos poc espessos des del sud-est de Mèxic cap al sus, a través d'Amèrica Central, Colòmbia, Veneçuela, Trinitat i Guaiana, cap al sud, per l'oest dels Andes, fins al nord-oest de l'Equador i, per l'est dels Andes, a través de l'est de l'Equador i la major part del Brasil fins al centre del Perú, nord i est de Bolívia, el Paraguai i nord de l'Argentina.